# Marieke Dohle-van Hoek
Marieke Dohle van Hoek is een Nederlands marathonschaatsster en langebaanschaatsster. 
In 2007 werd Van Hoek Nederlands kampioene skeeleren.
In 2016 werd Dohle vierde op de Nederlandse kampioenschappen schaatsen afstanden op het onderdeel Massastart vrouwen. Dat jaar won ze ook het Criterium Weissensee, dat daags na de alternatieve elfstedentocht werd verreden.

## Records

### Persoonlijke records[3]
| Afstand    | Tijd    | Datum            | Baan       |
| ---------- | ------- | ---------------- | ---------- |
| 500 meter  | 41,50   | 5 december 2006  | Heerenveen |
| 1000 meter | 1.22,84 | 18 november 2006 | Heerenveen |
| 1500 meter | 2.07,74 | 5 december 2005  | Heerenveen |
| 3000 meter | 4.33,93 | 5 december 2006  | Heerenveen |
| 5000 meter | 8.10,90 | 26 maart 2002    | Den Haag   |